# Gonodactylopsis drepanophorus
Gonodactylopsis drepanophorus is een bidsprinkhaankreeftensoort uit de familie van de Gonodactylidae. De wetenschappelijke naam van de soort is voor het eerst geldig gepubliceerd in 1902 door de Man.